# La ragazza di neve
La ragazza di neve è una serie televisiva spagnola basata sul romanzo La ragazza di neve scritto da Javier Castillo.
La serie è stata pubblicata su Netflix il 27 gennaio 2023, per un totale di 6 episodi distribuiti in una stagione.
Il 28 marzo 2023, Netflix ha rinnovato la serie per una seconda stagione, intitolata il gioco dell'anima e basata sull'omonimo romanzo. La nuova stagione, composta da 6 episodi è stata pubblicata il 31 gennaio 2025.

## Trama
A Malaga, nel 2010, una bambina di nome Amaya scompare durante la sfilata dei Re Magi. L'ispettrice Millán inizia a lavorare al caso affiancata da Miren Rojo, stagista che farà di tutto per scoprire la verità.

## Episodi
| Stagione         | Episodi | Prima TV | Prima TV Italia |
| ---------------- | ------- | -------- | --------------- |
| Prima stagione   | 6       | 2023     | 2023            |
| Seconda stagione | 6       | 2025     | 2025            |

## Personaggi e interpreti
- Miren, interpretata da Milena Smit. È una giovane giornalista dal passato tormentato perché ha subito una violenza sessuale. Dal carattere forte e tenace, non intende darsi pace fino al ritrovamento di Amaya.
- Eduardo, interpretato da José Coronado. Giornalista e professore di Miren, è persona dall'animo buono. Sta a fianco di Miren nei momenti in cui lei non riesce a dimenticare il passato e la sosterrà nella ricerca di Amaya.
- Ispettrice Millán, interpretata da Aixa Villagrán. È una poliziotta dal carattere forte e deciso. È lei, insieme a un collega, a condurre le indagini.
- Ana, interpretata da Loreto Mauleón. È la madre di Amaya e lavora come ginecologa in una clinica privata. È una mamma amorevole e fa di tutto per ritrovare sua figlia.
- Álvaro, interpretato da Raúl Prieto. È il padre di Amaya. Affettuoso con sua figlia e con sua moglie. È addolorato per la scomparsa della figlia e come Ana farà di tutto per ritrovarla.
- David, interpretato da Tristán Ulloa. Amico del padre di Amaya. In passato è stato accusato di violenza sessuale su una minore, proprio per questo è il primo ad essere accusato della scomparsa di Amaya.
- Amaya, interpretata da Emma Sánchez. È la bambina scomparsa.
- Julia, interpretata da Iratxe Emparan. La Amaya del futuro, è una ragazza che cresce da sola senza vedere il mondo. Prende lezioni a casa e non ha nessun amico, questo la porta ad avere paura di tutto ciò che gli circonda.
- Iris, interpretata da Cecilia Freire. È una donna fragile e sofferente a causa di non poter dare alla luce un figlio, motivo per la quale rapisce Amaya.
- Santiago, interpretato da Julián Villagrán. È il marito di Iris, non asseconderà mai la moglie nel rapimento di Amaya.

## Ambientazione
Rispetto al romanzo originale, la serie televisiva cambia l'ambientazione (originariamente New York, con la scomparsa di una bambina durante la Festa del Ringraziamento del 1998) spostando gli eventi a Malaga. La maggior parte delle sequenze sono registrate nel centro storico. Il rapimento della bambina avviene nella Piazza della Costituzione, situata nel centro della città. Altre scene sono realizzate sul Paseo del Muelle Uno.

## Accoglienza
La serie ha da subito ricevuto recensioni positive. Sul sito IMDb la prima stagione ha ottenuto un rating pari a 6.8, mentre su Rotten Tomatoes è arrivata al 100% di Tomatometer.